# Cyruĺnia Svietu
Cyruĺnia Svietu (бел. Цырульня сьвету) — дебютный мини-альбом белорусской группы интеллигентного рока Bristeil, записанный на студии «Everest» Павла Синилы и изданный 26 мая 2014 года. Первый его трек «Heta Mahčyma» был выпущен как сингл 2 декабря 2013 года. Все четыре песни были написаны Олегом Вялем на белорусском языке.

## Предпосылки и выпуск
На своем третьем выступлении на ежегодном фестивале «Акустика весны», которое состоялось 1 марта 2013 года, группа Hair Peace Salon дала послушать со сцены свой свежий материал, который позже будет официально издан на мини-альбоме Cyruĺnia Svietu под знаком авторского права Bristeil: новую песню на белорусском языке «Nieba Abraz» и хит американской певицы Ланы Дель Рей «Video Games» (последний из них будет на самом деле перепет и станет единственной кавер-версией популярной баллады на белорусском языке). 31 марта 2013 года песня «Nieba Abraz» также будет исполнена Hair Peace Salon вживую во время совместного концерта с группой Clover Club в минском клубе «TNT» снова.
Первая песня нового музыкального проекта Олега Вяля «Heta Mahčyma» была представлена на Европейском радио для Беларуси 2 декабря 2013 года. Это стало дебютной работой его новой группы Bristeil. Сам мини-альбом целиком был выпущен в свет через цифровые платформы через полгода. Фронтмен Bristeil Олег Вяль рассказал об этом мини-альбоме в комментарии к выпуску на официальном сайте коллектива, что:

«Cyruĺnia Svietu» — трибьют Hair Peace Salon, потому что все идеи относительно музыки и лирики на этой записи пришли со времён Hair Peace Salon.Оригинальный текст (англ.)Cyruĺnia Svietu is a tribute to Hair Peace Salon, because all ideas for music and lyrics on this record came from the Hair Peace Salon times.
Две из четырёх композиций на этом мини-альбоме являются белорусскоязычными кавер-версиями: «Videa Huĺni» на хит Ланы Дель Рей «Video Games», «Pa-za Časam» на песню «Out Of Time» Hair Peace Salon с альбома «Gentleman». Мини-альбом был выпущен в то время, когда группа носила название «Брыстоль» (англ. Bristol) до своего переименования в Bristeil в сентябре 2014 года.

## Приём критиков
Релиз получил в основном положительное освещение в прессе. Этот мини-альбом является признаком окончания одного и рождения другого этапа в музыке, отмечал Илья Малиновский с музыкального портала experty.by в своей статье. Сергей Будкин, редактор Tuzin.fm, в своем обзоре мини-альбома описал этот релиз, как:

Приятная музыка, ненапряжённая, живая, интеллигентная… Прекрасный и стоящий дебют, достойный наивысшей оценки.Оригинальный текст (бел.)Прыемная музыка, ненапружная, жывая, інтэлігентная... Выдатны і годны дэбют, варты найвышэйшай адзнакі.
Первый мини-альбом помог группе получить номинацию в категории «Открытие года» от крупнейшего белорусского музыкального портала Тузін Гітоў и принять участие в шоу вручения наград «Герои года — 2014», которое состоялось 12 декабря 2014 года.

## Список композиций
Музыка и слова песен Олега Вяля.
| №                   | Название                               | Длительность |
| ------------------- | -------------------------------------- | ------------ |
| 1.                  | «Heta Mahčyma»                         | 3:29         |
| 2.                  | «Nieba Abraz»                          | 5:30         |
| 3.                  | «Pa-za Časam» (кавер Hair Peace Salon) | 3:20         |
| 4.                  | «Videa Huĺni» (кавер Ланы Дель Рей)    | 4:40         |
| Общая длительность: | Общая длительность:                    | 17:07        |

## Участники
Bristeil
- Олег Вяль — ведущий вокал, гитара.
- Максим Быков — соло-гитара, бэк-вокал.
- Геннадий «Дроп-ре» Лукашанец — бас-гитара.
- Александр «Stepkinz» Степанович — ударные.

Производство
- Павел Синило, студыя «Еverest Studio» — сведение, мастеринг.
- Елена Романенко — автор фотографии с обложки.
- Анастасия Тараченко — оформление, дизайн обложки.